# Batalla de Wavre
La batalla de Wavre (18 y 19 de junio de 1815) fue un enfrentamiento comprendido en la batalla de Waterloo. Los contendientes en esta batalla fueron los 2 cuerpos de infantería y 2 de caballería del ejército francés bajo el mando del mariscal Grouchy, alrededor de 30,000 hombres y la retaguardia prusiana compuesta del III cuerpo comandado por el general Johann von Thielmann.
Los prusianos, superados en número de dos a uno, fueron puestos en retirada, pero la batalla impidió a los dos cuerpos de infantería del ejército francés y al cuerpo de caballería tomar parte en la batalla de Waterloo que tenía lugar en ese momento, y contribuyó a la victoria aliada en la campaña y por lo tanto, a la caída definitiva de Napoleón.

## Trasfondo de la batalla
Dos días antes, en la batalla de Ligny, el ejército prusiano se había visto forzado a retirarse con cierto desorden. Napoleón envió entonces a Grouchy en su persecución con el ala derecha del ejército del norte, consistente en 32.000 soldados y 96 cañones, formada por el Tercer Cuerpo del general Vandamme (17.099 hombres y 38 cañones), el Cuarto Cuerpo del general Étienne Maurice Gérard (15.013 hombres y 38 cañones), y procedente del ejército de reserva, 5000 unidades de caballería, en las que se incluían el Segundo Cuerpo de caballería del general Rémi Exelmans (3.392 jinetes y 12 cañones) y la Cuarta División de Caballería de Húsares del general Pierre Soult (1.485 jinetes y 8 cañones), división esta última que fue separada del Primer Cuerpo de Caballería.
Grouchy reaccionó con lentitud al emprender la persecución, dando tiempo a Blücher para reagrupar a su ejército y avanzar con tres cuerpos para unirse al ejército anglo-alemán de Wellington en Waterloo. El cuarto cuerpo, que consistía en el Tercer Cuerpo de Thielmann, con 24 000 hombres y 32 cañones, fue puesto en retaguardia, ocupando la localidad de Wavre y Bierge, mientras un pequeño flanco ocupaba Limale.

## Fuerzas
El número de hombres listado en el orden de batalla podría no ser exactamente el número de hombres que tomaron parte en la batalla de Wavre. Ambos ejércitos se habían enfrentado en la batalla de Ligny, donde habían sufrido bajas de consideración: los franceses tuvieron unos 11.500 muertos o heridos y los prusianos alrededor de 22.000. Para alcanzar el número de hombres que los franceses dijeron tener en la batalla, alrededor de unos 31.500, se debe asumir que las formaciones francesas tuvieron en Ligny la mitad de bajas que las prusianas, lo que no parece razonable. Si se asume que los tres cuerpos de ejército prusianos (ya que el cuarto no participó en Ligny) sufrieron en conjunto las mismas pérdidas, entonces las fuerzas de Thielmann deberían ser de unos 7300 hombres por debajo de su orden de batalla que daba unas cifras sobre 14.700. Podría haber también un cierto número de hombres que no estuvieran en la batalla por otras razones, pero ya que la campaña sólo había comenzado, podría haber muchas unidades agotadas o enfermas, cosa común a los ejércitos en combate durante las Guerras Napoleónicas.

## La batalla
La batalla tuvo finalmente lugar el 18 de junio, el mismo día de la batalla de Waterloo, y tras una pausa por la noche, se reanudó a la mañana siguiente terminando con una victoria táctica francesa, aunque como ya se ha dicho, supuso una derrota estratégica, en tanto las tropas necesarias en Waterloo se vieron bloqueadas en Wavre y no pudieron socorrer a Napoleón.